# جیانلوکا لاورنتی
جیانلوکا لاورنتی (انگلیسی: Gianluca Laurenti؛ زادهٔ ۱۴ آوریل ۱۹۹۰) بازیکن فوتبال اهل ایتالیا است.
وی همچنین در تیم ملی فوتبال زیر ۲۰ سال ایتالیا بازی کرده‌است.